# تطويل تاجي

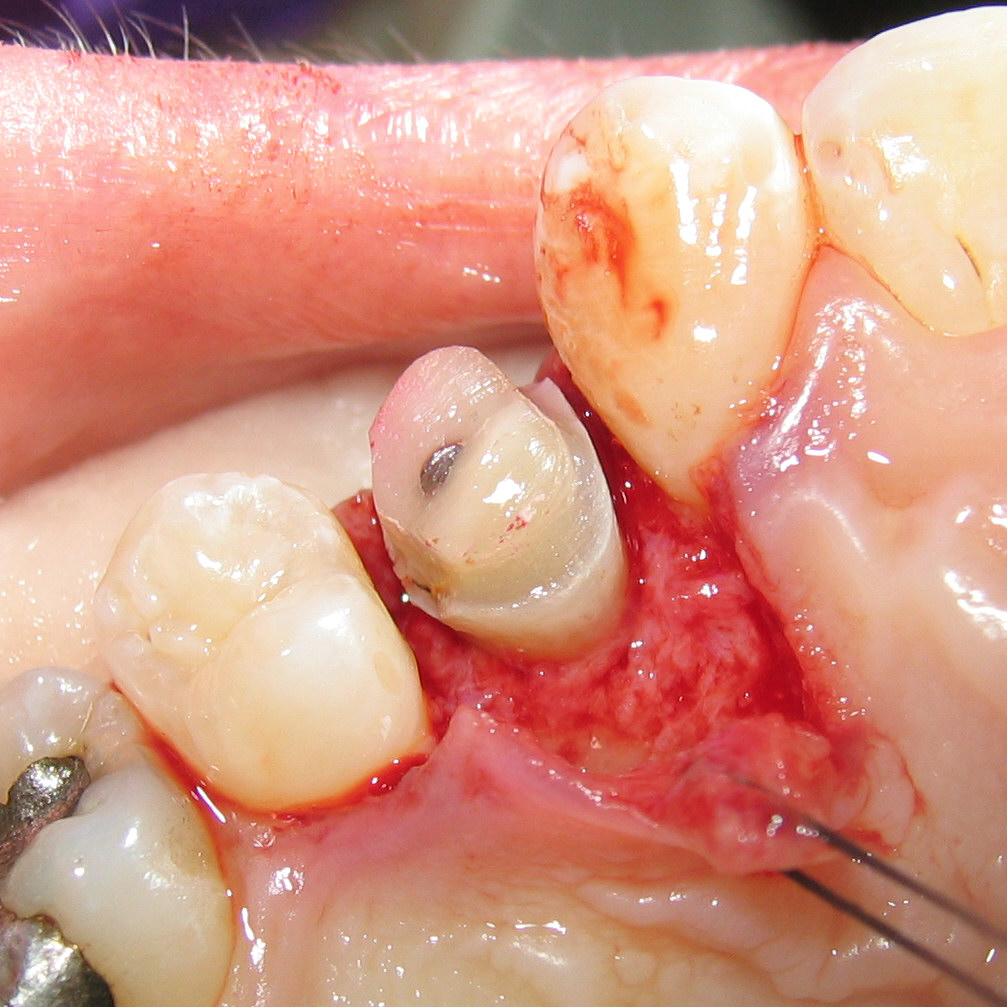
منظر حنكي للضاحك العلوي الأول خلال إجراء عملية التطويل التاجي

التطويل التاجي هو عبارة عن عملية جراحية يتم إجراؤها بواسطة طبيب الأسنان لكشف قدر أكبر من بنية السن لغرض تعويض السن لاحقاُ بتركيبة سنية.
تتم هذه العملية بشق الأنسجة اللثوية حول السن، وإزاحة هذه الأنسجة بشكل مؤقت بحيث يتم قطع جزء محدد من «العظم السنخي» على محيط السن أو الأسنان المراد العمل عليها.
بشكل عام يقوم بهذه العملية طبيب الأسنان العام ولكن في معظم الحالات يتم تحويل هذه الحالات إلى أخصائي اللثة (اختصاصي دواعم الأسنان).

## الاعتبارات الحيوية الميكانيكية

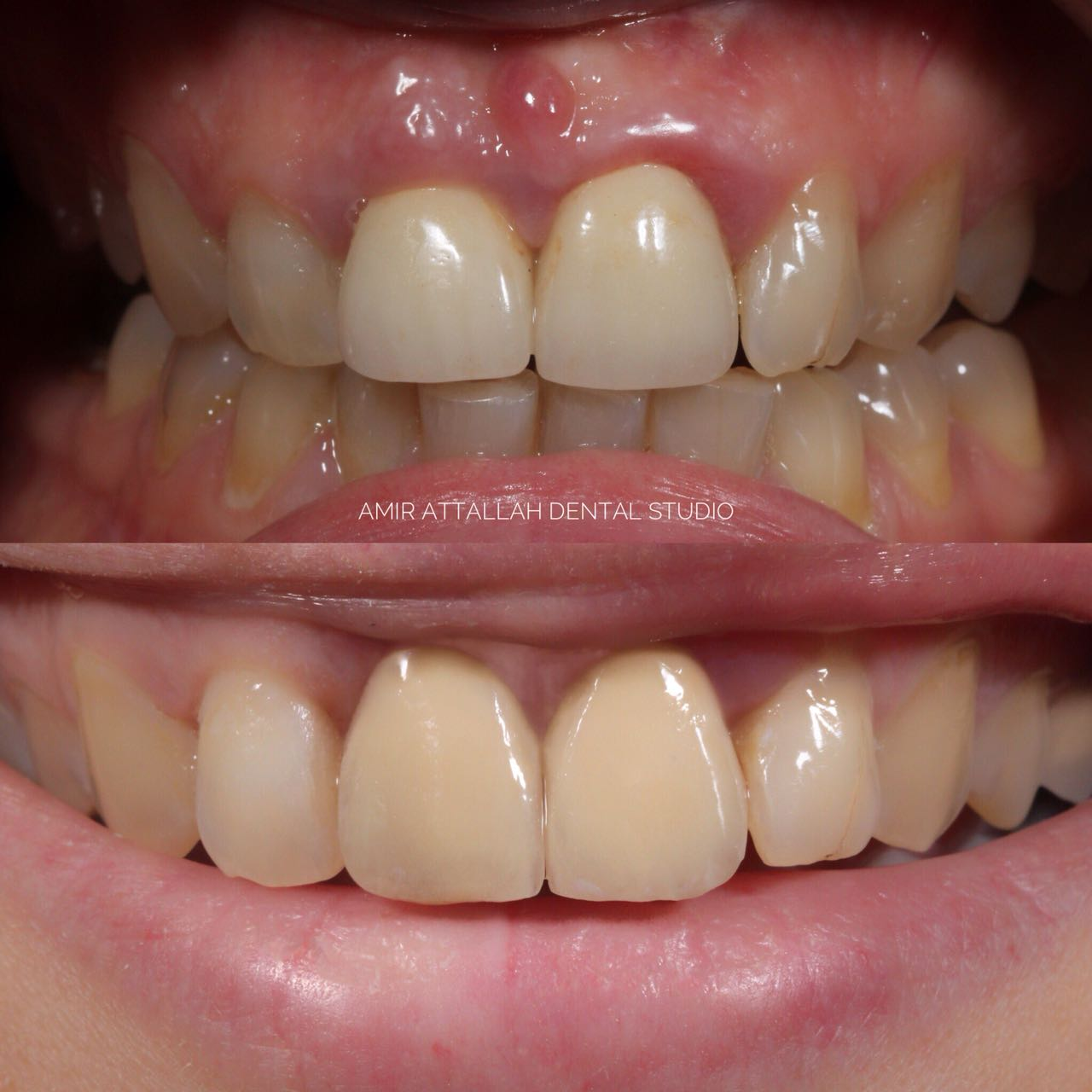
القيام بـتطويل تاجي في الاسنان الأمامية وتغطية الاسنان بتيجان بورسلين ثابتةجديدة

### النطاق الحيوي

النطاق الحيوي: هو عبارة عن المسافة الطبيعية بين التلم اللثوي (G) وارتفاع العظم السنخي (I). التلم اللثوي (G) هو عبارة عن فلع لثوي صغير يقع بين مينا السن والظِهارة التلمية. في قاعدة التلم اللثوي يقع النسيج الطلائي الموصل ويرتبط هذا النسيج بسطح السن بواسطة الجسيمات الرابطة. تقدر المسافة من قاعدة الفلع اللثوي إلى العظم السنخي (c) بحوالي 2مم.

يعرف النطاق الحيوي بأنه المسافة ما بين النسيج الطلائي الموصل والنسيج الضام المرتبط بسطح الجذر السني.بمعنى آخر؛ هو الارتفاع بين أعمق نقطة في التجويف اللثوي المحيط بالسن وقمة العظم السنخي. تتجلى أهمية هذه المسافة (النطاق الحيوي) عند تصنيع التركيبات السنية، وذلك للمحافظة على طبيعة الأنسجة اللثوية ومنع حدوث أي ضرر لها نتيجة لتحضير الأسنان لغرض تعويضها.ويختلف النطاق الحيوي من شخص إلى آخر حيث يتراوح ما بين 0.75-4.3 مم.
استناداً على مقال جارجيلو المنشور عام 1961، فإن متوسط النطاق الحيوي يبلغ 2.04 مم؛ حيث يمثل النسيج الضام 1.07 مم منه، ويمثل النسيج الطلائي الموصل 0.97 مم.
من الضروري المحافظة على النطاق الحيوي عن طريق إزالة بعض العظم بحيث يبقى هناك 3مم بين الحافة الترميمية وعرف العظم السنخي؛ وذلك نظراً لأنه من الصعب أن يتم ترميم السن إلى الحد الإكليلي من النسيج الطلائي الموصل.
عند عدم أخذ هذه الأشياء بعين الاعتبار وتم انتهاك النطاق الحيوي سيترتب على ذلك ثلاثة أشياء:
- ألم مزمن
- التهاب مزمن باللثة.
- فقدان غير متنبأ به في العظم السنخي.

### أثر طوق السن(الداعم)
بالإضافة إلى المحافظة على النطاق الحيوي، يجب ترك ارتفاع 2مم من بنية السن ليكون هناك ما يسمى بـ"أثر طوق السن.
الطوق هو عبارة عن نطاق يحيط بالأبعاد الخارجية لبنية السن المتبقية والمراد ترميمها ويمكن تشبيه ذلك بالطوق المعدني الذي يحيط بالبرميل.
يجب أن يكون هناك ارتفاع عمودي كافٍ للسن المتبقي المراد ترميمه بالتركيبة التاجية المستقبلية حتى يتاح لها الثبات بشكلٍ جيد؛ وقد تبين أن طوق السن له أثر كبير في تقليل احتمالية كسر الأسنان المعالجة لبياً.
في حال الرغبة في تجليف حواف تاج السن أثناء عملية التحضير لاستقبال التاج المستقبلي بمقدار 1مم سيتطلب ذلك إزالة 1مم إضافية من العظم السنخي خلال عملية التطويل التاجي؛ وذلك لأن تجليف السن لا يوازي المحور العمودي للسن وكذلك لا توجد علاقة بين تجليف السن وارتفاع الطوق. وفي أغلب الحالات يتم عمل الترميمات السنية دون الحاجة لتجليف الحواف أثناء عملية التحضير.

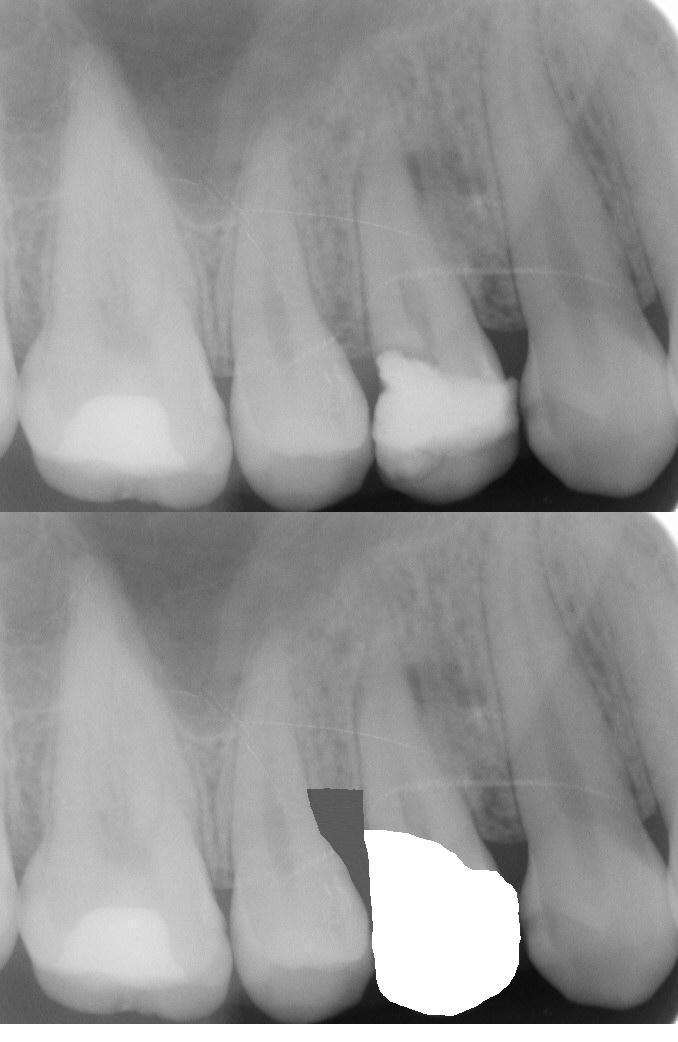
توضح هاتين الصورتين الشعاعيتين الأسنان الموجودة في الربع الأيمن من الفك العلوي. في الفلم العلوي هناك الضاحك العلوي الثاني الذي توجد فيه حشوة كبيرة متضررة من الراتين المركب على الجهة الإطباقية الوحشية من السن. الفلم السفلي يوضح المستوى المثالي للعظم السنخي بعد إجراء عملية التطويل التاجي وحواف التاج الذي تم تركيبه وعلاقته بمستوى العظم السنخي المقطوع. ملاحظة: الصور تمثل تصوراً للإجراء وهو ليس حقيقياً الفلم السفلي هو تلاعب ومحاكاة رقمية للفلم العلوي وليس حقيقياً لعملية التطويل التاجي وتم عمل لصق للتاج التركيبي فقط دون إجراء عملية التطويل التاجي.

توضح بعض الدراسات الحديثة أهمية الطوق وتشير بأنه لا يجب الحصول على الطوق على حساب بنية السن أو الجذر الأساسية  وقد تبين أن فارق مليمتر إضافي من بنية السن لصالح الطوق قد تشكل علامة فارقة بين نجاح وفشل الترميمة المستقبلية وتساهم في حماية السن مستقبلاً، وفي حال عدم المقدرة على ضمان هذا الطوق للترميمة المستقبلية فإن الخيار الوحيد المتاح هو خلع السن.

### نسبة التاج إلى الجذر
من المهم مناقشة الخطة العلاجية مع طبيب الأسنان قبل الشروع في إجراء عملية التطويل التاجي لأنه يعتبر إجراءً لا رجعة فيه؛ وذلك لأن العظم السنخي المحيط بالسن المراد العمل عليه يكون أيضاً محيطاً بالسن المجاور له بشكل طبيعي، وعند إزالة العظم السنخي للسن في عملية التطويل التاجي فإن ذلك حتماً سوف يؤثر على العظم السنخي للسن المجاور. كذلك سوف تزيد نسبة التاج إلى الجذر في السن بشكل سلبي. بالإضافة إلى ذلك، عند إزالة العظم السنخي فإنه من المستحيل إعادته إلى ما كان عليه قبل الإجراء. وفي حال رغبة المريض في غرس أو زراعة أسنان في المستقبل، فلن تكون هناك كمية مناسبة من العظم السنخي في المنطقة المراد الغرس فيها في حال تم إجراء عملية التطويل التاجي.

### الخطة العلاجية
غالباً يتم عمل عملية التطويل التاجي بمرافقة بعض الإجراءات السنية الأخرى والتي يكون هدفها تحسين بيئة السن وتهيئته لاستقبال التركيبات في بيئة جيدة. على سبيل المثال، عند عدم توفر بنية صلبة للسن واستدعت الحاجة إلى عمل وتد ولب ومعالجة لبية مسبقة للسن فإن التكلفة والمجهود واحتمالية الفشل الذي قد تؤول إليه جميع هذه الاجراءات مجتمعة قد تكون سبباً مقنعاً لخلع السن وعمل زراعة مكان الخلع إذا كانت حالة المريض تسمح بذلك، وتعتبر الزراعة حلاً جمالياً أفضل وأكثر توفيراً للمريض على المدى البعيد وبنتائج مرضية؛ لذا فمن المهم مناقشة جميع الخيارات المتاحة للمريض في الخطة العلاجية خلال مراحل العلاج.
بالإضافة إلى ذلك، يمكن اللجوء إلى التدخل التقويمي لبثق الأسنان كعملية بديلة عن التطويل التاجي الجراحي؛ وتعتبر هذه الطريقة غير باضعة ولا تزيل أو تضر العظم على الإطلاق وأقل تكلفة.
في التدخل التقويمي لبثق السن، يتم بثق السن لعدة مليمترات عن طريق الاستناد البسيط على الأسنان المحاذية للسن المراد بثقه وباستخدام قوة بسيطة وقد تستغرق هذه العملية عدة شهور.
بعد أن تتم عملية التطويل التاجي بالتدخل التقويمي يتم قطع الألياف المحيطة بالسن، وعادة ما يقوم بهذا الإجراء طبيب الأسنان العام. في حال استخدام التقويم في العلاج بدلاً من علاج دواعم السن يجب عدم اللجوء إلى الجراحة والقلع كما هو موضح في الصورة المجاورة.